# Venceslav Šušteršič
Venceslav Srečko Šušteršič, italijanski rimskokatoliški duhovnik in frančiškan slovenskega rodu, * 31. december 1924, Kopriva, Sežana, Kraljevina Italija, † 29. november 1994, Cochabamba, Bolivija. 

## Življenje in delo
Rodil se je v družini kolarja Jožefa in gospodinje Roze Šušteršič rojene Colja. Ljudsko šolo je obiskoval v Pliskovici, obrtno v Gabrovici pri Komnu, srednjo in bogoslovje pa v mestu Trento. V frančiškanski red je vstopil samostanu v kraju Arco (pokrajina Trento). Mašniško posvečenje je prejel 8. februarja 1941 v Trentu, novo mašo pa istega leta pel v Bazovici. Junija 1942 je odšel v Bolivijo. Tu je služboval v departmaju Chochabamba kot župnik (1952-1958), bil gvardijan samostana v kraju Tarta (1958-1962), župnik v Tortori (1962-1969) in Tin Tinu ter rudniku Asention-Quiema (1979-1989), po letu 1989 pa v kraju Pojo. V tem času je bil tudi 25 let generalni vikar škofa Giacinta Eccherja. 